# Colombier du manoir de Lesmoal
Le colombier du manoir de Lesmoal est un bâtiment à Plounérin, une commune du département des Côtes-d'Armor dans la région Bretagne en France. Le colombier est inscrit au titre des monuments historiques le 26 mai 1997.
Le colombier, datant vers 1700, dont la porte est surmontée des armoiries de Lesmoal est d'une construction particulièrement soignée et l'un des plus beaux du Trégor. A l'intérieur, les murs ont la forme d'une cloche. 
Ils comprennent des centaines de boulin incurvés où nichent les couples de pigeons.   

## Références

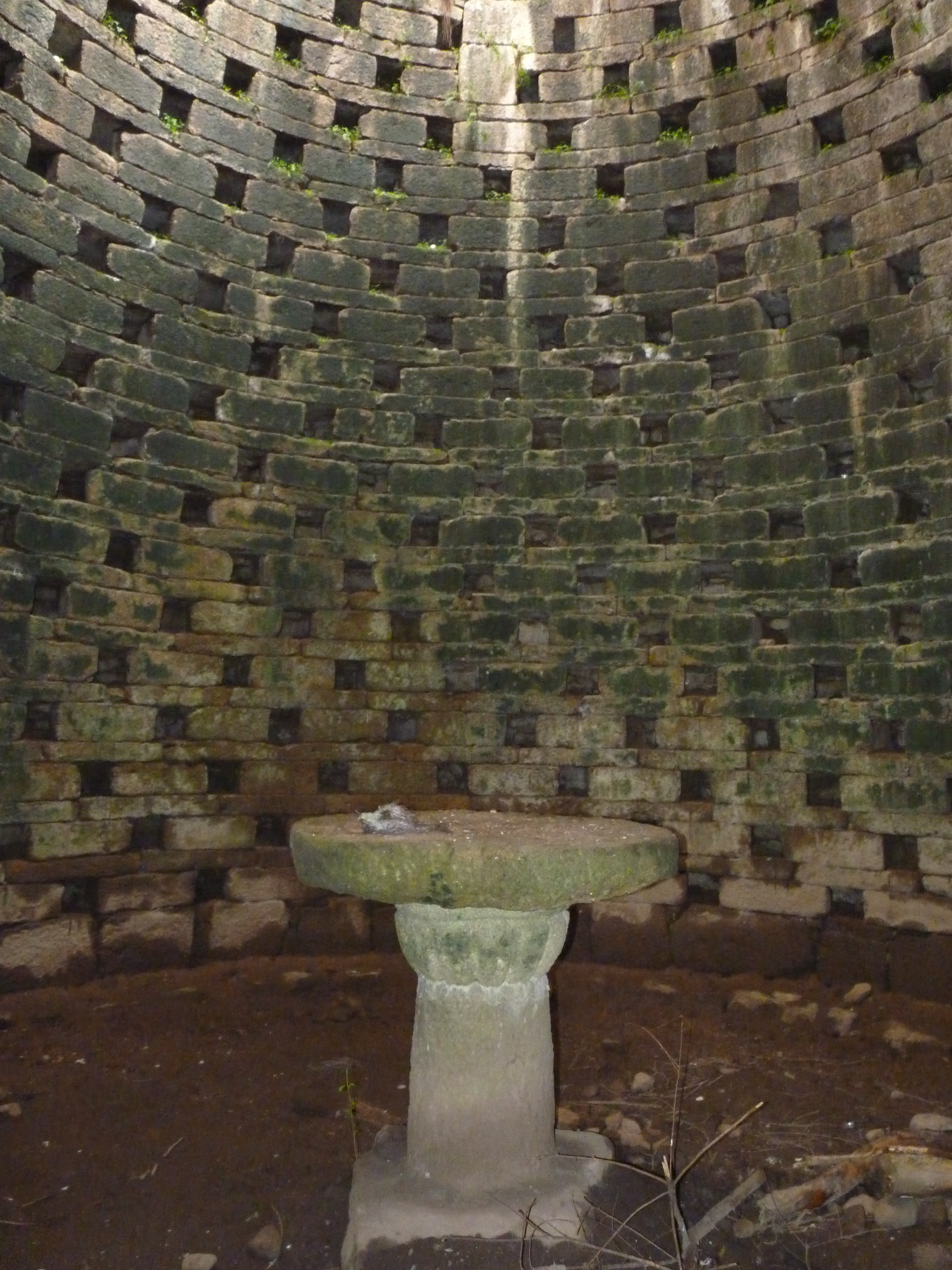
L'intérieur du colombier avec les nids.